# Tabernes de Valldigna
Tabernes de Valldigna(nombre oficial en valenciano: Tavernes de la Valldigna) es un municipio de la Comunidad Valenciana, España. Se halla en el sureste de la provincia de Valencia, en la comarca de la Safor. Su población es de 17 631 habitantes (INE 2024).

## Geografía
Situado en la comarca de la Safor, se encuentra a 54 km de la capital Valencia. La ciudad de Tabernes constituye el mayor núcleo urbano de la Valldigna, valle en forma de herradura cerrado por sistemas montañosos, últimas estribaciones de los sistemas Ibérico y Bético, y abierto al este hacia la llanura del litoral de Mediterráneo.
La benignidad de su clima se debe a la combinación de las brisas del mar y las 2800 horas anuales de sol, lo cual no impide que las precipitaciones sean superiores a las de las comarcas vecinas.

### Cómo llegar
Desde Valencia (50 km):
- Por la carretera nacional 332. Después CV-50.
- Por la carretera nacional (autovía) 430 hasta Alcira. Después CV-50.
- Por la autopista AP-7 E-15 (salida Favareta/Cullera).

A 3 km de la ciudad y a 2 del río, se encuentra la estación de ferrocarril de Cercanías Renfe, que une a Tabernes con Valencia y Gandía mediante la línea C-1 de Cercanías Valencia, así como con poblaciones cercanas como Jaraco y Cullera.
Desde Alicante (116 km):
- Por la carretera nacional 332. Después CV-50.
- Por la autopista AP-7 E-15 (salida Jeresa/Tabernes).

Desde Madrid (400 km):
- Autovía A-3 (Por Valencia o por Albacete/Játiva).

### Localidades limítrofes
El término municipal de Tabernes de Valldigna limita con los de Alcira, Cullera, Favara, Benifairó de la Valldigna, y Jaraco, todas de la provincia de Valencia.

## Historia
La historia de Tabernes se remonta a los orígenes del hombre. En la Cueva de Bolomor Izan han hallado los restos arqueológicos relacionados con el ser humano más antiguos de toda la Comunidad Valenciana. A pesar de no hallar fósiles humanos, sí que se han encontrado restos que se asocian a la actividad humana, en concreto de homínidos anteneandertales. Los depósitos arqueológicos más antiguos datan aproximadamente entre los años 347 000 y 242 000 a. C.
Cuenta la leyenda que, admirado por la belleza del lugar, el rey Jaime II de Aragón se dirigió al abad de Santas Cruces y exclamó: "Vall Digna per a un monestir de la vostra religió" (Valle digno para un monasterio de vuestra religión). A lo que respondió: "Vall digna". Era el año 1298 y desde ese momento ese sería el nombre del lugar y del monasterio cisterciense de Santa María de la Valldigna, que llegó a ser el más importante del antiguo Reino de Valencia; como dato singular se puede decir que está construido a imagen y semejanza del de Santas Cruces, localizado en Valldaura del Vallés, también de la orden del císter. La historia ha dejado otras huellas en nuestro valle. El castillo de Marinyen, de Alfandech o de  la reina mora dio nombre al valle durante la época de dominio árabe.
Tabernes obtuvo el título de ciudad en diciembre de 1916, concedido por Alfonso XIII.

## Demografía
Tabernes de Valldigna cuenta con una población de 17 631 habitantes (INE 2024).
| Gráfica de evolución demográfica de Tabernes de Valldigna entre 1842 y 2021                                         |
| |
| Población de derecho según los censos de población del INE Población de hecho según los censos de población del INE |

Según el censo de 2006, el 7,77 % de la población de Tabernes de Valldigna es de nacionalidad extranjera, siendo ésta de origen variado (europeos occidentales, rumanos, marroquíes e iberoamericanos).

## Economía
Con un pasado eminentemente agrícola (fundamentalmente se producen naranjas), pasa por ser también un importante centro industrial y comercial, que combina con el sector turístico

## Administración y política
En las elecciones municipales de 2011 el PP obtuvo 8 concejales con un 40,57 % de los votos, no obstante no gobernó ya que el resto de partidos formaron coalición.
En las elecciones municipales de 2015, Compromís obtuvo 10 concejales y el 48,56 % de los votos, el PP 4 concejales y 23,81 %, el PSPV-PSOE 2 concejales y el 14,42 %, y EUPV 1 concejal con el 9,66 %.Otros partidos se quedaron sin representación, como "Democràctes-Units per Tavernes" con el 1,93 %.
La actual alcaldesa de la localidad es Lara Romero Giner, de PSPV-PSOE. En las elecciones municipales de 2023, el PP obtuvo 9 concejales, el PSPV- PSOE 5 concejales, Compromís 3 y EUPV 1. Estos tres últimos partidos políticos hicieron una coalición para poder gobernar.  
| Periodo   | Nombre                                           | Partido   |
| --------- | ------------------------------------------------ | --------- |
| 1979-1983 | Eduardo Boronad Sala                             | PCE       |
| 1983-1987 | Eduardo Boronad Sala                             | PCE       |
| 1987-1991 | José Escrihuela Vidal                            | PSPV-PSOE |
| 1991-1995 | Joaquín Altur Grau                               | EUPV      |
| 1995-1999 | Eugeni Pérez Mifsud                              | PP        |
| 1999-2003 | Eugeni Pérez Mifsud                              | PP        |
| 2003-2007 | Eugeni Pérez Mifsud                              | PP        |
| 2007-2011 | Manuel Vidal Almiñana                            | PP        |
| 2011-2015 | Jordi Juan Huguet                                | Compromís |
| 2015-2019 | Jordi Juan Huguet                                | Compromís |
| 2019-2023 | Jordi Juan Huguet (2019) Sergi González Frasquet | Compromís |
| 2023-act. | Lara Romero Giner                                | PSPV-PSOE |

## Patrimonio
- Yacimiento Cueva de Bolomor. Está situado en la extremidad septentrional del macizo del Mondúver, en la Valldigna, a dos kilómetros de la población de Tabernes. Ocupa una cavidad de unos quinientos metros cuadrados en una altura de cien metros sobre el nivel del valle. El yacimiento se dio a conocer por Joan Vilanova i Piera, en el año 1868. Los niveles arqueológicos de Bolomor, con una gran potencia estratigráfica de más de 10 m, forman la más antigua secuencia sedimentária de restos faunísticos e industriales y para el establecimiento de una periodicidad paleoclimática que explica los cambios ambientales de buena parte del Cuaternario. Bolomor prueba cómo eran las primitivas comunidades de pobladores que desarrollaron sus actividades económicas y formas de vida en las llanuras litorales valencianas. Elementos importantes del yacimiento de Bolomor son el hallazgo de restos humanos, un molar de 130 000 años de antigüedad y la presencia de hogueras, las cuales constituyen las primeras trazas de domesticación del fuego conocidas en Europa.[7]
- Torre de Guaita. Torre vigía testimonio del pasado, está enclavada entre naranjos a la entrada de la playa de Tabernes. Tiene planta circular de 6 m de diámetro y está construida en piedra de sillería y mortero. En la segunda planta podemos observar una chimenea y varias alacenas. En la última planta, y coincidiendo con la puerta de entrada, sobresale del muro el malecón, elemento defensivo muy utilizado para castillos y fortalezas.[7]
- Los Escudos del Molló
- Iglesia parroquial de San Pedro. Templo dedicado a San Pedro, que fue sufrágeno de la parroquia de Rafol de Alfanadec hasta 1535 que fue declarado independiente. Su fachada ha sido restaurada y en ella destacan sus relojes de sol y la puerta lateral orientada hacia el Monasterio de la Valldigna.[7]
- Iglesia parroquial de San José
- Ermita del Cristo del Calvario, o del Calvario, o del Santísimo Cristo de la Sangre
- Casa consistorial
- Antiguo Hospital de San Roque
- Pau San Francisco Clemente (Ciscopau)

## Fiestas locales
- San Antonio Abad. El 17 de enero se celebra la fiesta con la típica hoguera y la bendición de los animales.
- Fallas. Del 15 al 19 de marzo la ciudad se ve inundada de color y música con las Fallas. En el pueblo hay seis fallas. La falla la Dula, la Falla Prado, la falla la Vía, la falla Passeig, la falla Cambro y la falla Portal de Valldigna.
- San Juan Bautista. El 24 de junio se celebra la Noche de San Juan en las playas de Tabernes. Comienza la fiesta con un correfoc y, a partir de medianoche, la gente se moja los pies en el mar y salta las hogueras que esa noche arden en la arena.
- San Lorenzo. Se celebra el día 10 de agosto con una romería hasta la ermita del santo. Por la tarde, se organiza un porrat en los alrededores.
- Fiestas patronales del Cristo de la Sangre y de la Divina Aurora. Se inician el segundo fin de semana de septiembre con la tradicional Bajada del Cristo desde la ermita del Calvario hasta la iglesia de San Pedro. Estas fiestas están dedicadas al Santísimo Cristo de la Sangre y a la Divina Aurora, patrones de la ciudad.[8]

## Gastronomía
Además de la popular paella, son típicos los platos que tienen como ingrediente base el arroz, cocinado de diversas formas, todas ellas muy diferentes. Entre todos ellos destacaremos arroz al horno, arroz con judías y nabos (l'arròs amb fesols i naps), pimientos rellenos de arroz (els pebres farcits amb arròs)y el arroz con garbanzos y pasas (l'àrros amb cigrons i panses). Otros platos típicos son el puchero con pelota y las cocas de morcajo(coques de mestall).
En cuanto a los postres es habitual en la zona el arnadí o las cocas de almendra.

## Costumbres

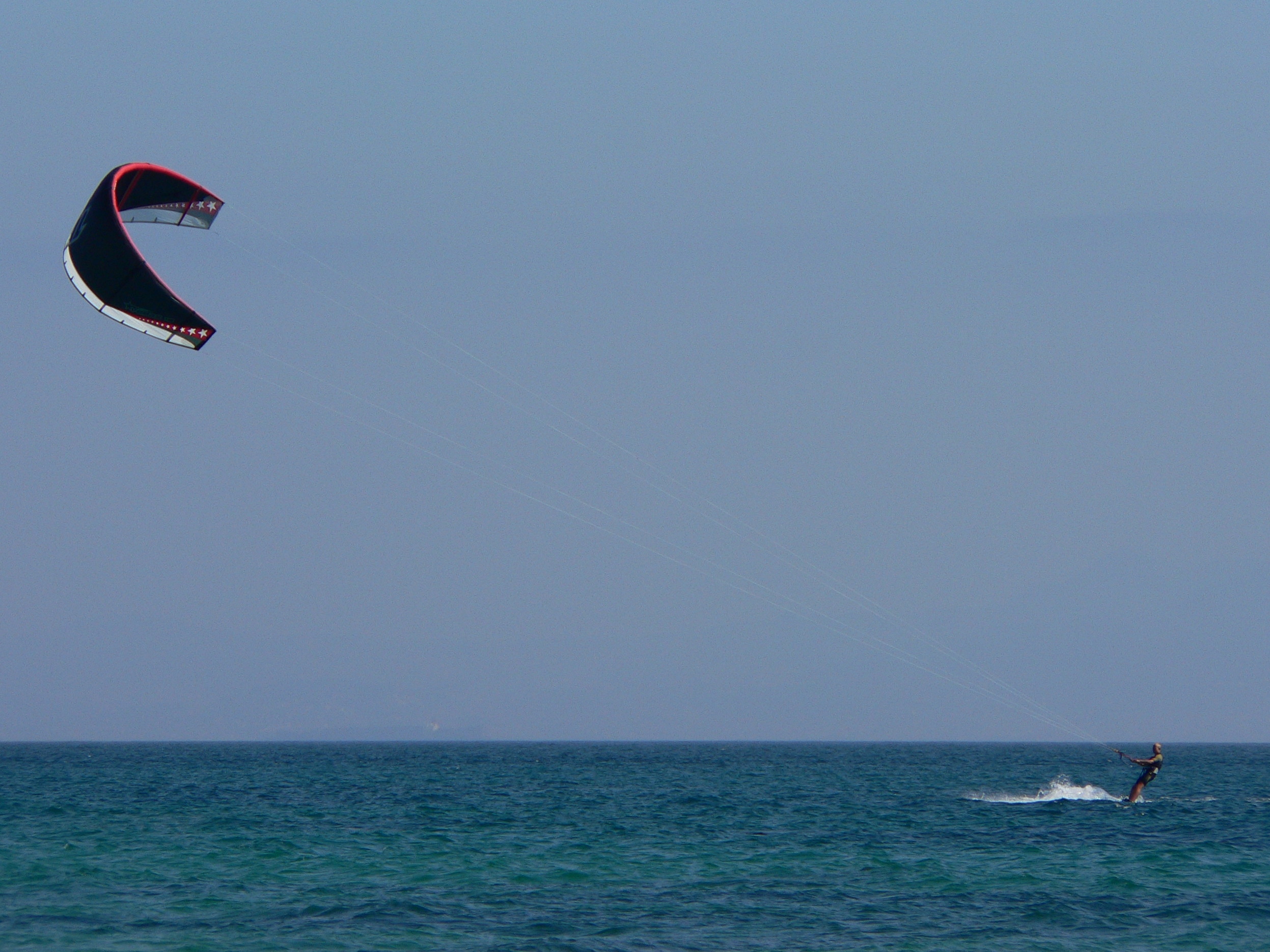
Deportista practicando Kitesurf

El juego de la pelota valenciana está muy arraigado en esta población de la Valldigna. En los primeros años del siglo XXI se ha desarrollado de forma muy relevante la práctica de kitesurf en la zona costera del sur del municipio, debido a los vientos que soplan en dicha zona, en especial, el Garbí.
Además, los bailes tradicionales son de gran arraigo en esta localidad, que ha sabido conservar sus danzas autóctonas. Actualmente, el "Grupo de Bailes Populares Vall de Tavernes" mantiene vivos estos bailes tradicionales valleros, de entre los que se destacan el "Baile de Cuentas por la de uno", la "Jota Vallera", el Bolero de Tabernes o la "Danza del Velatorio" (danza autóctona que representa los bailes en torno a la muerte de un "infante" o "mortichol", esto es, un niño antes de alcanzar los siete años de edad, que se creía subía al cielo inmediatamente convirtiéndose en ángel por no tener pecados).